# Herr P.
Herr P. GmbH war eine Fernsehproduktionsgesellschaft im Besitz von Jörg Pilawa. Die Firma wurde 2011 gegründet und produzierte Formate wie die NDR-Quizshow, Quizduell, Spiel für dein Land oder Kaum zu glauben!. Am 11. August 2022 wurde die Auflösung im Bundesanzeiger bekannt gemacht.

## Geschichte
2010 gründete Jörg Pilawa die Firma Herr P., mit Sitz in Hamburg. Im Februar 2011 wurde bekannt, dass sich Endemol mit 51 Prozent an dem Unternehmen beteiligt und Marcus Wolter zusammen mit Jörg Pilawa Geschäftsführer wird. Die Firma arbeitet seit 2011 für die ARD (Das Erste, NDR) und von 2011 bis 2013 für das ZDF. 2018 wurde Jörg Pilawa wieder alleiniger  Gesellschafter der Produktionsfirma.

## Formate
| Format                          | Sender              | Moderator      | Status      | Ausstrahlung                                                       | Bemerkungen                                                                       |
| ------------------------------- | ------------------- | -------------- | ----------- | ------------------------------------------------------------------ | --------------------------------------------------------------------------------- |
| Quiz für Dich                   | Sat.1               | Jörg Pilawa    | Fortlaufend | seit 2022                                                          | erstes Format von Herr P. im Sat.1                                                |
| Das Quiz mit Jörg Pilawa        | Das Erste           | Jörg Pilawa    | Früher      | 2020–2021                                                          |                                                                                   |
| Nordsee oder Ostsee             | NDR                 | Jörg Pilawa    | Früher      | 2019                                                               |                                                                                   |
| Hätten Sie´s gewusst?           | NDR                 | Jörg Pilawa    | Früher      | 2019–2020                                                          |                                                                                   |
| NDR-Quizshow                    | NDR                 | Jörg Pilawa    | Früher      | seit 2014–2022 (ohne Herr P. zwischen 2000 und 2014 und seit 2022) |                                                                                   |
| Quizduell Olymp                 | Das Erste           | Jörg Pilawa    | Früher      | 2014–2022                                                          |                                                                                   |
| Quizduell                       | Das Erste           | Jörg Pilawa    | Früher      | 2014–2022                                                          |                                                                                   |
| Kaum zu Glauben!                | NDR                 | Kai Pflaume    | Früher      | 2014–2022                                                          |                                                                                   |
| Paarduell                       | Das Erste           | Jörg Pilawa    | Früher      | 2016–2017                                                          | Produktion zusammen mit Ansager & Schnipselmann                                   |
| Paarduell XXL                   | Das Erste           | Jörg Pilawa    | Früher      | 2016–2017                                                          |                                                                                   |
| Der klügste Norddeutsche        | NDR                 | Jörg Pilawa    | Früher      | 2015–2020                                                          |                                                                                   |
| Spiel für dein Land!            | Das Erste, ORF, SRF | Jörg Pilawa    | Früher      | 2015–2017                                                          | Eurovisionsshow                                                                   |
| Das Quiz der wilden Supertierte | NDR                 | Jörg Pilawa    | Früher      | 2017                                                               |                                                                                   |
| Einer wird gewinnen             | Das Erste           | Jörg Pilawa    | Einmalig    | 2014                                                               | Einmalige Neuauflage                                                              |
| Quizonkel.tv                    | Das Erste           | Jörg Pilawa    | Einmalig    | 2014                                                               |                                                                                   |
| Am laufenden Band               | NDR                 | Jörg Pilawa    | Einmalig    | 2014                                                               | Einmalige Neuauflage                                                              |
| Rette die Million!              | ZDF                 | Jörg Pilawa    | Früher      | 2010–2013                                                          | wurde im Sat.1 fortgesetzt                                                        |
| Der neue deutsche Bildungstest  | ZDF                 | Jörg Pilawa    | Früher      | 2012                                                               |                                                                                   |
| Der Superchampion               | ZDF                 | Jörg Pilawa    | Einmalig    | 2012                                                               | wurde mit Der Quiz-Champion durch Johannes B. Kerner ohne Jörg Pilawa fortgesetzt |
| Deutschlands Superhirn          | ZDF                 | Jörg Pilawa    | Früher      | 2011–2013                                                          | 2016: Neuauflage durch Steven Gätjen                                              |
| Deutschlands Superhirn Kids     | ZDF                 | Jörg Pilawa    | Früher      | 2011–2013                                                          |                                                                                   |
| Die Quizshow                    | ZDF                 | Jörg Pilawa    | Früher      | 2012                                                               |                                                                                   |
| Pilawas großes Weihnachtsquiz   | ZDF                 | Jörg Pilawa    | Einmalig    | 2011                                                               |                                                                                   |
| Schätzen Sie mal..!             | Das Erste           | Jochen Schropp | Früher      | 2017                                                               | Neuauflage                                                                        |